# Spade

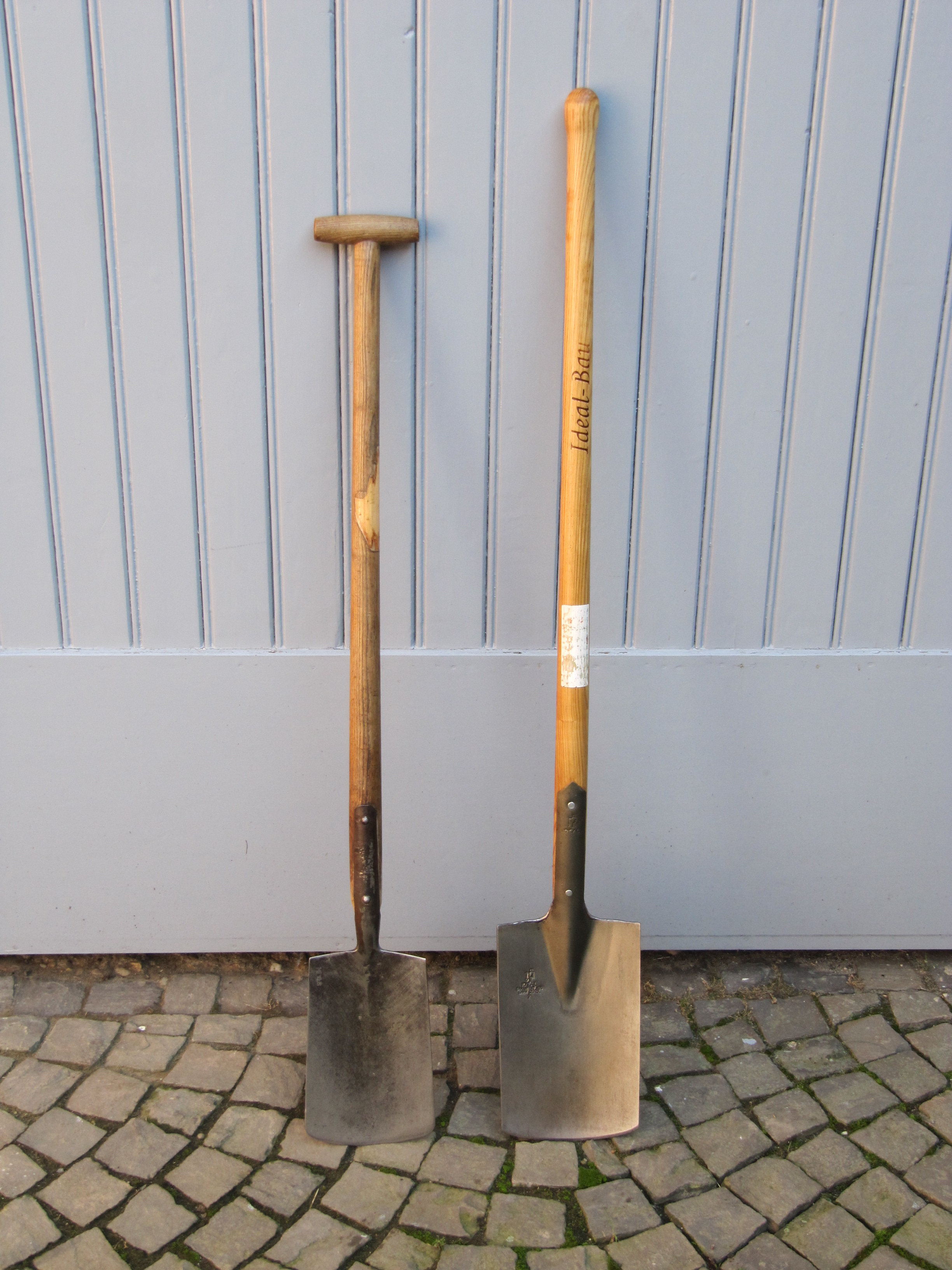
Spades van verschillend formaat: links, spade met gesmeed blad en een steel met T-greep; rechts, spade met gewalst blad en een knopsteel

Een spade, ook wel spa of steekschop genoemd, is een stuk gereedschap dat gebruikt wordt bij graafwerk en bij het spitten van grond.
De spade is een variant van een schop of schep. In tegenstelling tot de schep heeft het blad van de spade een betrekkelijk grote massa, zodat hij met kracht in de grond kan worden gestoken. Het blad is rechthoekig van vorm, en meestal licht gekromd rond de as in het verlengde van de steel. De bovenrand van het blad is recht, zodat men er een voet op kan plaatsen om meer kracht uit te oefenen. De rechte steel is vaak gemaakt van essenhout. Op het uiteinde ervan bevindt zich meestal een handvat of hilt, in de vorm van een T-greep of D-greep. Het deel waarin de steel is aangebracht noemt men het huis of de dul. Het vormt een geheel met het blad en is bij een spade nagenoeg in het verlengde hiervan aangebracht. Spades hebben geen holling zoals een schop en zijn daardoor minder geschikt om grond mee te verplaatsen, maar beter geschikt om grond mee af te steken. Wie een gat graaft, kan de randen met de spade recht afsteken, om daarna de grond met een schep te verplaatsen.
Zowel de breedte van de bladen, als de lengte van de stelen kunnen verschillen. Een spade met een breed blad wordt gebruikt bij lichte grond, bijvoorbeeld zandgrond. Bij zware grond, zoals kleigrond, past men een spa toe met een smal blad. Voor het graven van smalle sleuven is er een type met een extra lang smal blad. Deze wordt ook wel Drainagespade of 'Spieker' genoemd. Andere soorten spaden zijn Kabelboorspade, Penwortelspade en Plaggenspade. De lengte van een spade dient te passen bij de lichaamslengte van de gebruiker. Wanneer men de spa op de grond zet, dient het handvat tot de navel te reiken.
Een alternatief voor het spitten in zware grond is een spitvork.